# Jakub Bohusz-Szyszko

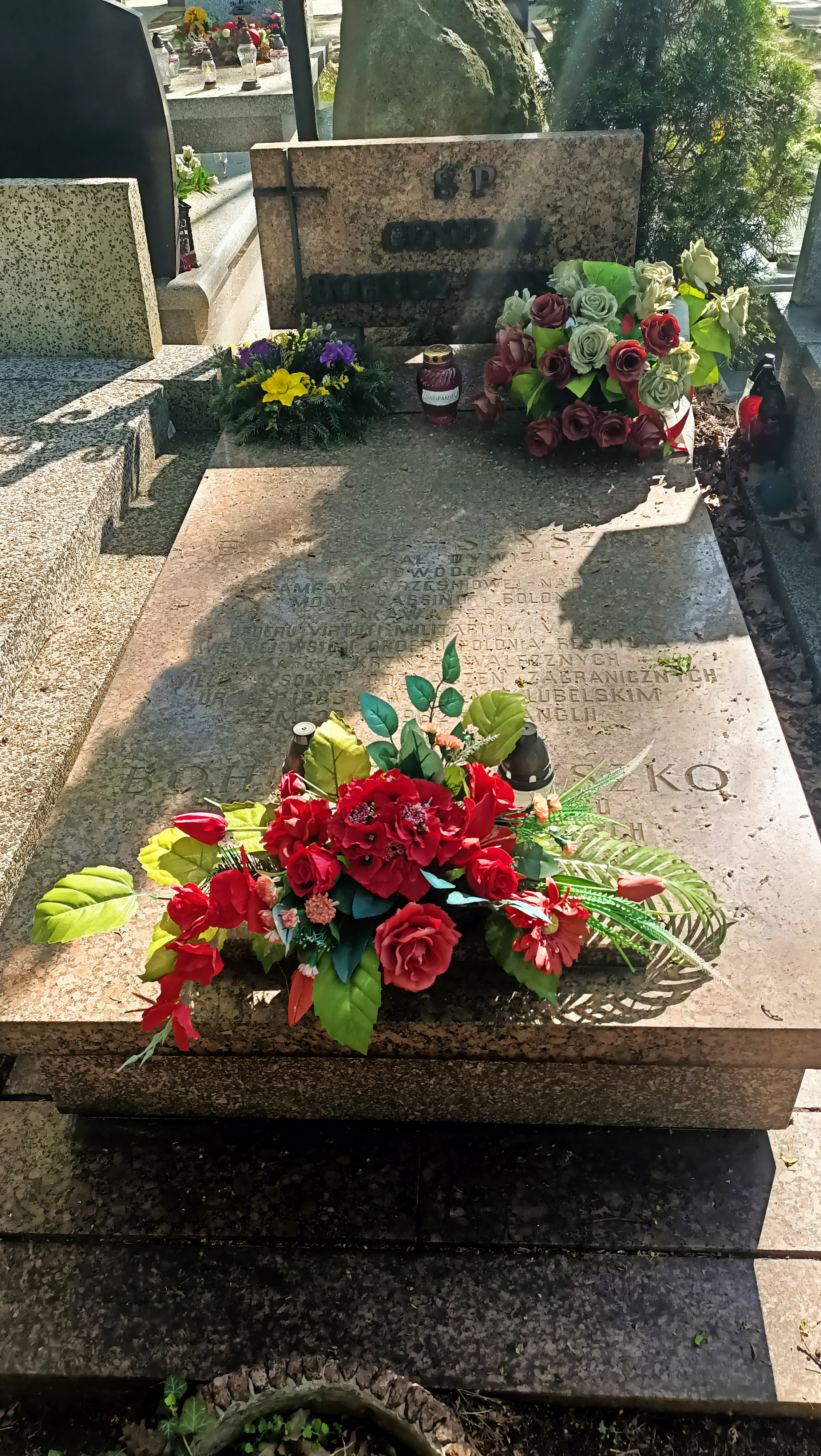
Grób Jakuba Bohusz-Szyszko na Cmentarzu Wojskowym na Powązkach

Jakub Krzysztof Bohusz-Szyszko herbu Odyniec (ur. 24 lipca 1855 w Mińsku, zm. 5 kwietnia 1942 w Warszawie) – generał brygady Wojska Polskiego, działacz niepodległościowy, kawaler Orderu Virtuti Militari.

## Życiorys
Urodził się 24 lipca 1855 w Mińsku, ówczesnej stolicy guberni mińskiej, w rodzinie Justyna i Hersylii z Obrompalskich.
Ukończył gimnazjum w Jarosławiu. W 1872 ochotniczo rozpoczął służbę w armii rosyjskiej. Ukończył Szkołę Piechoty Junkrów w Moskwie. Od 1877 oficer zawodowy piechoty. W 1904 był kapitanem w 66 Butyrskim pułku piechoty w Chełmie. W 1907 przeniesiony wraz z rodziną do Irkucka. Wziął udział w wojnie rosyjsko-japońskiej. W 1913 awansował do stopnia podpułkownika. W 1914 roku został awansowany do stopnia pułkownika i przeniesiony na emeryturę. Reaktywowany po wybuchu I wojny światowej. Pełnił służbę w oddziałach tyłowych.
W pierwszej dekadzie lutego 1917 roku został dowódcą zapasowego pułku strzelców należącego do Dywizji Strzelców Polskich generała majora Tadeusza Bylewskiego. Dowodzony przez niego pułk stacjonował w Biełgorodzie i liczył 17 tysięcy żołnierzy. 12 kwietnia 1917 został usunięty ze stanowiska dowódcy przez zrewolucjonizowany Komitet Pułkowy. Pod wpływem agitacji bolszewickiej pułk zbuntował się i przeszedł na stronę Armii Czerwonej (zob. 1 Polski Rewolucyjny Pułk). Po utworzeniu I Korpusu Polskiego objął dowództwo 1 pułku rezerwowego należącego do Brygady Rezerwowej, a następnie dowództwo 5 pułku strzelców polskich, który wchodził w skład 2 Dywizji Strzelców Polskich. Później był przewodniczącym Komisji Regulaminowej. Brał także czynny udział w organizacji III Korpusu Polskiego. Po likwidacji Korpusu przybył do Warszawy.
Od 11 kwietnia 1919 był dowódcą Powiatu Etapowego „Prużany”. 20 maja 1919 został przyjęty do Wojska Polskiego z zatwierdzeniem posiadanego stopnia pułkownika ze starszeństwem od dnia 24 listopada 1914 i zaliczony do I Rezerwy armii z jednoczesnym powołaniem do czynnej służby na czas wojny, aż do demobilizacji. Od 1 kwietnia 1920 dowódcą Etapów 2 Armii na froncie bolszewickim. 28 lipca 1920 został przeniesiony z Dowództwa Okręgu Etapowego „Prużany” na stanowisko Okręgowego Inspektora Armii Ochotniczej przy Dowództwie Okręgu Generalnego „Kraków”. Z dniem 1 maja 1921 został przeniesiony w stały stan spoczynku z prawem noszenia munduru, w stopniu pułkownika. Osiadł w Warszawie. 26 października 1923 Prezydent RP Stanisław Wojciechowski zatwierdził go w stopniu generała brygady. Później został zweryfikowany ze starszeństwem z dniem 1 czerwca 1919 w korpusie generałów. Zmarł 5 kwietnia 1942 w Warszawie. Pochowany na Cmentarzu Wojskowym na Powązkach (kwatera 18A, rząd 5, grób 20).
Jakub Bohusz-Szyszko był żonaty z Heleną z Witowskich, z którą miał syna Zygmunta Piotra (1893–1982), generała dywizji Wojska Polskiego i Generalnego Inspektora Sił Zbrojnych w latach 1976–1980 oraz córki: Eugenię (ur. 21 lutego 1887) i Irenę (ur. 18 września 1902).

## Ordery i odznaczenia
- Krzyż Srebrny Orderu Wojskowego Virtuti Militari nr 6768 – 10 maja 1922[17][18][19]
- Medal Niepodległości – 9 listopada 1932 „za pracę w dziele odzyskania niepodległości”[20]
- Medal Zwycięstwa („Médaille Interalliée”) – 1925[21][22]